# Моргилевский, Ипполит Владиславович
Моргилевский, Ипполит Владиславович (1889, Радовка — 1942, Киев) — историк архитектуры, профессор (с 1923 г.), член-корреспондент Академии архитектуры СССР (с 1941 г.).

## Биография
- В 1917 году окончил Киевский политехнический институт. С 1923 — профессор.
- Преподавал в Киевском художественном институте, в 1926—1927 гг. декан архитектурного факультета. Среди его учеников были: И. Каракис, Я. Штейнберг, А. Милецкий, В. Заболотный, М. Холостенко и другие.
- В 1926 году основал музей во Всеукраинском музейном городке (на территории Киево-Печерской лавры) и несколько лет им руководил.
- Похоронен на Лукьяновском гражданском кладбище (участок № 13).

## Публикации
- «София Киевская в свете новых наблюдений» (в книге.: «Киев и его окрестности в истории и памятниках». K., 1926 г.)
- «Спасо-Преображенский собор в Чернигове по новым исследованиям» 1928 г.
- «Успенская церковь Елецкого монастыря в Чернигове» 1928 г.

## Увековечение памяти
Мемориальная доска (бронза, барельеф — скульптор М. Шутилов, архитектор Д. Антонюк) Ипполиту Владиславовичу Моргилевскому на Вознесенском спуске № 13 в г. Киеве.